# 先鋒點 (加利福尼亞州)
先鋒點（英語：Pioneer Point）是位於美國加利福尼亞州聖貝納迪諾縣的一個非建制地區。該地的面積和人口皆未知。

## 地理
先鋒點的座標為35°47′09″N 117°21′48″W / 35.78583°N 117.36333°W，而該地的平均海拔高度為510米（即1660英尺）。